# Castellví de la Marca
Castellví de la Marca är en kommun i Spanien.   Den ligger i provinsen Província de Barcelona och regionen Katalonien, i den östra delen av landet, 500 km öster om huvudstaden Madrid. Antalet invånare är 1 650. Arean är 28,4 kvadratkilometer. Castellví de la Marca gränsar till Sant Martí Sarroca, Santa Margarida i els Monjos, L'Arboç, Castellet i la Gornal, Sant Jaume dels Domenys och El Montmell. 
Terrängen i Castellví de la Marca är platt åt sydost, men åt nordväst är den kuperad.